# Häschk
Die Adelsfamilie der Häschk von Walpersbach (später: von Schwarzenbach) war ein österreichisches Adelsgeschlecht in Niederösterreich.

## Geschichte
1367 und 1373 wird Walpersbach in Verbindung mit dem Geschlecht der Häschk, beziehungsweise Heschken von Walpersbach in den schriftlichen Quellen angeführt. Zu diesem Zeitpunkt erbaute Heschk von Walpersbach eine Kapelle, die er 1373 an die Sankt-Georgs-Kirche, einer Pfarre des Stiftes Reichersberg, als Stiftung übergab. Die Nachbarschaft der Veste Pitten gereichte im 15. Jahrhundert Walpersbach zum Nachteil. 1409 brandschatzte Ritter Hans von Laun (Pfandinhaber der Burg Pitten) Walpersbach.
Unter anderem gehörte auch die am Schwarzenbacher Schlossberg stehende Burg Schwarzenbach (ungarisch: Feketevár) einst den Häschk von Walpersbach. Ritter Häschk von Walpersbach, der 1389 Pfandherr in Schwarzenbach war, ließ größere Umbau- und Renovierungsarbeiten vornehmen. Hans Häschk nannte sich 1418 dann auch „von Schwarzenbach“.

## Familien-Wappen

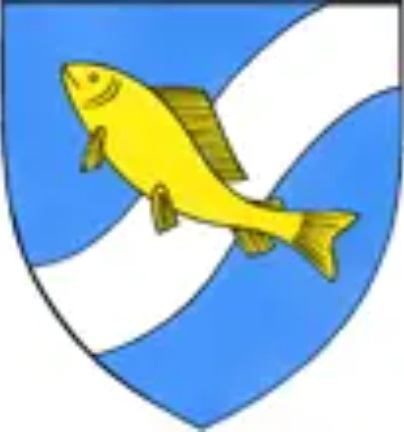
Gemeindewappen von Walpersbach, basierend auf den Familienwappen der Familie Häschk von Walpersbach

Blasonierung: „Ein von einem silbernen Schräglinks-Wellenbalken durchzogener blauer Schild, belegt mit einer schrägrechts-gestellten goldenen Aische.“
Dieses Wappen zeigt in seiner Darstellung das Siegelwappen der Heschk von Walpersbach, die von 1350 bis 1500 Inhaber der Burg Walpersbach waren und die Ortsobrigkeit über das Dorf Walpersbach ausübten. Dieses Familienwappen war ein redendes Wappen, das vom Familiennamen Heschko = Aesko = Aische abgeleitet wurde und einen schwimmenden Fisch zeigt (Stiftarchiv Reichersberg - Urkundensammlung). Zusätzlich wurde dem Schild ein silberner schräglinks Wellenbalken eingeordnet, der die Tallage der Gemeinde zum Ausdruck bringen kann.